# Marthe Norgeu
Pour les articles homonymes, voir Norgeu.
Marthe Norgeu, née le 8 juin 1907 dans le 18e arrondissement de Paris et morte à Beauvais le 31 août 1989) est une résistante française.

## Biographie
À la fin des années 1920, comme son frère Pierre, elle fréquente le Cercle international de jeunesse, où elle rencontre d'autres jeunes de tous milieux et de toutes nationalités, et dont elle devient secrétaire.
Après le décès de son père Alphonse en 1940, Marthe reprend l'imprimerie familiale, située à Belleville, rue du Moulin-Joly dans le 11e arrondissement, et qui fabriquait essentiellement des images religieuses et des chromolithographies publicitaires. Elle va imprimer clandestinement un certain nombre de numéros de Libération, l'organe du réseau de résistance Libération-Nord fondé par Christian Pineau,.
Comme l'écrit Lucie Aubrac :

« Madame Norgeu est la belle-mère de ma sœur. Avec sa fille elle fait tourner, à Belleville, la petite imprimerie qu'avait crée son mari. Elles ont accepté d'imprimer le journal Libération-nord quand je leur ai demandé... »